# Patryk Szysz
Patryk Szysz (Lublin, Polonia, 1 de abril de 1998) es un futbolista polaco que juega de delantero en el Estambul Başakşehir F. K. de la Superliga de Turquía.

## Carrera
Szysz comenzó su carrera futbolística en las categorías inferiores del Górnik Łęczna, siendo ascendido al filial del club en 2014 y debutando el 16 de junio a los 16 años en un partido de liga contra el Stalowa Poniatowa. Interesados en hacerse con los servicios del jugador, la directiva del Motor Lublin de la III Liga negoció un préstamo por el jugador por un año. Szysz apareció en 24 partidos y marcó cuatro goles, dos de ellos en el choque contra el Cosmos Nowotaniec. Después de regresar de la cesión, fue incluido en el primer equipo del Górnik Łęczna y rápidamente se convirtió en un jugador importante. El 29 de agosto de 2018, el Zagłębie Lubin oficializó el traspaso de Szysz por cerca de 150 000€, firmando con el club de la Ekstraklasa hasta el 30 de junio de 2022.